# Karl Bötticher
Karl Bötticher (Nordhausen, 29 de mayo de 1806 - Berlín, 19 de junio de 1889) fue un profesor y teórico de arquitectura alemán.

## Biografía
Estudió en la Academia de Arquitectura de Berlín y luego fue nombrado instructor en la Escuela de Diseño del Instituto Industrial. En 1844 fue nombrado profesor de architectura en la Academia de Arquitectura.
En 1853 consiguió el doctorado en la Universidad de Greifswald, y después trabajó como profesor en la Universidad Humboldt de Berlín (hasta 1862). En 1868 fue nombrado director del departamento de escultura en el Museo de Berlín.

## Obras
Sua obra principal se titula Tektonik der Hellenen (1844-52), que trata sobre la arquitectura de la Antigua Grecia.
Obras obras suyas importantes son::
- Holzarchitektur des Mittelalters (1835-41).
- Das grab des Dionysos. An der marmorbasis zu Dresden, (1858).
- Der Omphalos des Zeus zu Delphi, (1859)
- Bericht über die Untersuchungen auf der Akropolis in Athen (1863).
- Der Zophoros am Parthenon (1875).[2]
- Die Thymele der Athena Nike auf der Akropolis von Athen (1880).